# François-Vincent Toussaint
François-Vincent Toussaint (París, 21 de diciembre de 1715 - Berlín, 22 de junio de 1772) fue un abogado, hombre de letras, traductor y enciclopedista francés. Es conocido principalmente por su obra Les Mœurs (Las costumbres), prohibida cuando se publicó en 1748, y por su colaboración en los primeros volúmenes de L'Encyclopédie ou Dictionnaire raisonné des sciences, des arts et des métiers, a la cual aportó artículos sobre jurisprudencia.

## Vida y obra
Toussaint trabajó entre 1746 y 1748 con Denis Diderot y Marc-Antoine Eidous en la traducción de A Medicinal Dictionary de Robert James, que debería convertirse en  el Dictionnaire universel de médecine (Diccionario universal de medicina).
Toussaint tradujo también The Adventures of Peregrine Pickle de Tobias Smollett y creó el índice de la edición de 1749 de El espíritu de las leyes de Montesquieu.
Cuando publicó su libro Les Mœurs en 1748, se generó un  escándalo: uno de los personajes del libro parecía la reina consorte de Francia Marie Leszczynska. Sin embargo esto fue igualmente un éxito: el año mismo de su publicación, el libro se reeditó trece veces. Toussaint sale de este asunto sin daño gracias a sus relaciones con Jean-Fréderick Phélypeaux, conde de Maurepas.
En 1754, Frédéric-Melchior Grimm le encarga la dirección del Journal des étrangers. En 1756, dirige el Journal de Jacques Gautier de Agoty.
No obstante, en 1757, el viento político gira en su contra: Robert François Damiens intenta asesinar a Luis XV y, en 1758, Claude-Adrien Helvétius  publica De l'esprit (Sobre el espíritu). Los adversarios de las Luces aprovecharon estos incidentes para apoyar su autoridad e intentar  amordazar a los enciclopedistas. Les Mœurs es presentado entonces como un libro que puede llevar al regicidio. Toussaint  se ve obligado entonces a vender sus libros y los de Helvétius bajo mano.
Se exilia en Bruselas y después se traslada a Berlín en 1764. Le nombran miembro a título completo de la Academia real de las ciencias de Prusia (de la cual era miembro  asociado extranjero desde 1751). Publica igualmente en 1763 una Aclaración a su obra Les Mœurs en la cual hace su defensa. Le nombran  profesor de la Academia de los Nobles que acababa de ser fundada por Federico II de Prusia. Fue lo uno de los redactores del Journal littéraire publicado en Berlín.
Muere en 1772, pobre, dejando viuda y  siete hijos. Aunque Les Mœurs fue su mayor éxito, lamentó toda su vida haberlo escrito. Ciertas partes de su libro fueron reutilizadas en artículos de la Enciclopedia.

## Obras
- Les Mœurs, s.l., s.e., 1748.(Las costumbres) Tercera edición /  1748[1][2]
- Histoire des Passions, ou Aventures Du Chevalier Shroop. Ouvrage traduit de l'anglois. I. & II. Partie, La Haye, Jacques Neaulme, 1751.Historia de las pasiones, o Aventuras del chevalier Shroop / obra traducida del inglés... / La Haya: J. Neaulme, 1751[3]
- Éclaircissement sur les mœurs. Par l'auteur des Mœurs, Ámsterdam, Marc Michel Rey, 1762. Aclaración sobre las Costumbres / por el autor de "Las Costumbres" [F.-V. Toussaint]... / Ámsterdam, 1762[4][5]